# Paraliparis pectoralis
Paraliparis pectoralis är en fiskart som beskrevs av Stein, 1978. Paraliparis pectoralis ingår i släktet Paraliparis och familjen Liparidae. Inga underarter finns listade i Catalogue of Life.